# 思春期诱惑
《思春期誘惑》是由日本漫畫家冈田和人所創作的日本漫画作品。於秋田書店发行的青年漫画杂志《Young Champion》上進行連載。在2007年時改编为真人电影。

## 劇情簡介
有生以来从来没有过一见钟情的经验的主人公相羽英男，在看到转校生早华胡桃的第一眼就被她迷住了。而早华胡桃似乎也对他有些兴趣，不过是在另一个方面。

## 登场人物
相羽英男（演：二宮敦）
主人公。对轉校而来的胡桃一见钟情。有被虐癖與潛在的變態。因前社長犯了守則而被指定為第38代社長。對性非常感興趣，受刺激就會馬上勃起，不打手槍臉上會出疹子，在結局的時候，成了醫師
早華胡桃（演：鈴木茜）
女主角。美少女，擁有美腿，但貧乳，身材纖瘦。因為發現了俱樂部的秘本《自家發電秘傳之書》而對俱樂部感到有興趣而加入。一開始對英男的態度忽冷忽熱，但其實早已鍾情於英男，時常讓他做一些难度极高的任务。患有血癌，發病時月經來潮的血會過量，不時會貧血，隨故事發展愈趨嚴重
京子（演：次原かな）
虽然不是社員，不过常在浪漫俱樂部出现的巨乳女。說話容易錯字或亂用成語。興趣是尋找靈異地點與賺錢，一千圓似乎是她的基本單位。
年着勝（演：岩間天嗣）
浪漫俱樂部社員。着迷于若隐若现的东西。原本也是貧乳迷，後來迷上京子。
八津達也（演：吉川けんじ）
浪漫俱樂部社員。对脚着迷。人偶狂人，有一個愛人娃娃：愛夢。遇到危險時會以最快速度逃離現場。京子稱他「小白豬」。
原部長（演：高田健一）
因为掉入刺客的圈套，而把社长的位子让给英男。興趣是摳他人的肛門，也是口頭禪。

## 浪漫俱樂部
學校社團，但似乎不是純粹只有學生活動，還有一批畢業的校友也在暗中參與。社團的活動內容是研究各種超自然現象和尋找戶外的靈異地點，此外男子社員們都有自己的性癖好，所以性的方面也是研究之一。加入社團的守則就是必須保持處子之身，但可以談戀愛。校友們會派出刺客，目的是誘惑社員做出超友誼的行為，如此一來就必須退社，畢業後也得不到校友們的庇護。

## 出版書籍
| 集數 | 秋田書店       | 秋田書店               | 長鴻出版社    | 長鴻出版社           |
| 集數 | 發售日期       | ISBN                   | 發售日期      | EAN                  |
| ---- | -------------- | ---------------------- | ------------- | -------------------- |
| 1    | 2006年11月20日 | ISBN 978-4-253-15001-9 | 2007年9月12日 | EAN 471-0765-20424-2 |
| 2    | 2007年4月20日  | ISBN 978-4-253-15002-6 | 2008年2月20日 | EAN 471-2805-82158-7 |
| 3    | 2007年9月20日  | ISBN 978-4-253-15003-3 | 2008年3月31日 | EAN 471-2805-82178-5 |
| 4    | 2008年1月18日  | ISBN 978-4-253-15004-0 | 2008年6月2日  | EAN 471-2805-82374-1 |
| 5    | 2008年7月18日  | ISBN 978-4-253-15005-7 | 2009年1月14日 | EAN 471-1552-44020-1 |
| 6    | 2008年12月19日 | ISBN 978-4-253-15006-4 | 2009年5月18日 | EAN 471-1552-44260-1 |
| 7    | 2009年6月19日  | ISBN 978-4-253-15007-1 | 2010年8月11日 | EAN 471-3469-35292-9 |
| 8    | 2009年11月20日 | ISBN 978-4-253-15008-8 | 2010年9月2日  | EAN 471-3469-35333-9 |

## 電影
2007年至2009年期間發行4部電影，2009年11月6日發售盒裝版1到4集DVD。
2017年7月4日翻拍新版電影《思春期誘惑New》（すんドめNew），直接發行2卷DVD，並未公開上映。

### 劇情
相宇英男是一个处于青春期荷尔蒙多发的高中生，他对异性充满了向往和疑惑，经常性的自慰。直到期末考试之前，早华胡桃作为转校生来到了他所在的班级，也正好是他的同桌，初次见面，相宇英男就勃起了，恰好被早华胡桃看到，早华胡桃也萌生了对相宇英男的好感。相宇英男无意间被好友拉入了浪漫俱乐部，早华胡桃也自愿加入了。

### 主演
| 演员     | 角色     | 备注                             |
| 铃木茜   | 早华胡桃 | 转学生，相宇英男爱慕的对象。     |
| 二宫敦   | 相宇英男 | 16岁高中生，对异性充满好奇。     |
| 次原香奈 | 叶子     | 浪漫俱乐部成员，相宇英男的同学。 |

### 製作團隊
- 監督、脚本：宇田川大吾
- 製作人：純春人
- 攝影：ふじもと光明
- 錄音：植田中
- 美術：佐々木健一
- 角色分配：小林良二
- 音樂：Taruitakayoshi（タルイタカヨシ）

## 註解
1. ↑  《Young Champion》在每月第二个和第四个星期二发售。